# Sendemast Wusong
Der Sendemast Wusong ist ein 321 Meter hoher Sendemast im Straßenviertel Wusong des Stadtbezirks Baoshan in der chinesischen Stadt Shanghai. Der Sendemast Wusong wurde in den 1930er Jahren in dem ehemaligen Vorhafen Shanghais (Wusong-Fort) gebaut und war zum Zeitpunkt seiner Fertigstellung das zweithöchste Bauwerk der Welt.